# Gunderyk (król Burgundów)
Gunderyk (zm. 473) – król Burgundów od 436 do 473 roku. Po śmierci Gunderyka Burgundia została podzielona między jego następców.